# Tara Moore
Tara Shanice Moore (nació el 6 de agosto de 1992) en Hong Kong pero es una jugadora de tenis profesional británica. Actualmente es la británica nº 5, con un alto ranking en su carrera 183 mundo, llegó el 12 de agosto de 2013. En lo que va de su carrera ha ganado 8 títulos ITF individuales y 7 títulos ITF dobles. Su ranking más alto en dobles fue 151 del mundo, alcanzado el 2 de mayo de 2016.

## Títulos WTA (0; 0+0)

### Dobles (0)
| Leyenda                    |
| -------------------------- |
| Grand Slam (0)             |
| Juegos Olímpicos (0)       |
| WTA Tour Championships (0) |
| Premier Mandatory (0)      |
| Premier 5 (0)              |
| Premier (0)                |
| International (0)          |

#### Finalista (2)
| N.º | Fecha                 | Torneos        | Superficie    | Pareja       | Oponentes en la final               | Resultado        |
| --- | --------------------- | -------------- | ------------- | ------------ | ----------------------------------- | ---------------- |
| 1.  | 20 de febrero de 2016 | Río de Janeiro | Tierra batida | Conny Perrin | Verónica Cepede Royg María Irigoyen | 1-6, 6-7(5)      |
| 2.  | 9 de abril de 2022    | Bogotá         | Tierra batida | Emina Bektas | Astra Sharma Aldila Sutjiadi        | 6-4, 4-6, [9-11] |

## Títulos ITF

### Individual (8)
| Torneos de $100,000 |
| Torneos de $75,000  |
| Torneos de $50,000  |
| Torneos de $25,000  |
| Torneos de $15,000  |
| Torneos de $10,000  |

| N.º | Fecha                   | Torneo                     | Superficie | Oponentes        | Resultado        |
| --- | ----------------------- | -------------------------- | ---------- | ---------------- | ---------------- |
| 1.  | 19 de julio de 2008     | Rinton, Gran Bretaña       | Césped     | Mona Barthel     | 7–5, 6–1         |
| 2.  | 1 de agosto de 2010     | Chiswick, Gran Bretaña     | Dura       | Amy Bowtell      | 6–3, 6–4         |
| 3.  | 11 de noviembre de 2011 | Loughborough, Gran Bretaña | Dura (i)   | Myrtille Georges | 7–6(5), 5–7, 6–4 |
| 4.  | 20 de enero de 2013     | Glasgow, Gran Bretaña      | Dura (i)   | Myrtille Georges | 6–4, 6–1         |
| 5.  | 27 de enero de 2013     | Glasgow, Gran Bretaña      | Dura (i)   | Amy Bowtell      | 7–6(2), 6–1      |
| 6.  | 25 de febrero de 2013   | Sorpresa , Estados Unidos  | Dura       | Louisa Chirico   | 6–3, 6–1         |
| 7.  | 19 de enero de 2014     | Glasgow, Escocia           | Dura       | Myrtille Georges | 6–3, 6–1         |
| 8.  | 10 de enero de 2016     | Antalya, Turquía           | Arcilla    | Anne Schäfer     | 2–6, 7–5, 6–0    |

## Vida personal
Tara está casada con la también tenista Emina Bektas. Previamente tuvo una larga relación con su antigua compañera de dobles, Conny Perrin.